# Franz Peyerl (Politiker, 1897)
Franz Peyerl (* 26. Juni 1897 in Kleinmünchen, Österreich-Ungarn; † 13. September 1967 in Salzburg) war ein österreichischer Politiker und der erste Landesparteiobmann der Salzburger SPÖ nach dem Zweiten Weltkrieg.

## Leben
Peyerls Familie zog kurz nach seiner Geburt nach Salzburg. 1911 bis 1915 machte Franz Peyerl dort eine Lehre als Schuhoberteilerzeuger. Bereits mit 15 Jahren trat er der Sozialistischen Arbeiterjugend bei und wurde 1924 deren Landessekretär. Zwischen 1932 und 1934 saß er für die SDAPDÖ im Salzburger Gemeinderat. Nach der Machtübernahme der Nationalsozialisten 1938 wurde der inzwischen zum Buchhalter fortgebildete Peyerl wiederholt verhaftet.
Nach dem Ende des Krieges wurde er als Landesparteivorsitzender der SPÖ in die provisorische Salzburger Landesregierung berufen. Er betreute das Fürsorgeressort, das Gesundheitswesen und das Arbeitsrecht. Im November 1945 wurde Franz Peyerl in den Nationalrat gewählt, verzichtete aber auf das Mandat, um sich ganz der Salzburger Landespolitik zu widmen. Im April 1946 wurde er Landeshauptmann-Stellvertreter und hielt diese Position bis 1966 inne.
Franz Peyerl war Kuratoriumsmitglied im Haus der Natur und von 1947 bis 1966 auch Vorsitzender der Landessportorganisation Salzburg.
Sein Sohn Erich Peyerl war ebenfalls für die SPÖ aktiv.

## Ehrungen
Franz Peyerl wurde am 26. Juni 1962 zum Ehrenbürger der Stadt Salzburg ernannt. Er war auch Ehrenbürger der Gemeinden Abtenau, Grödig und Wals-Siezenheim. Franz Peyerl erhielt das Große Goldene Ehrenzeichen mit dem Stern für Verdienste um die Republik Österreich.
Franz Peyerl ist in einem Ehrengrab auf dem Salzburger Kommunalfriedhof bestattet. In der Stadt Salzburg, in Wals-Siezenheim, Grödig und Neumarkt am Wallersee sind Straßen nach ihm benannt.